# Zulfugar Hajibeyov
Zulfugar Hajibeyov (en azerí: Zülfüqar Hacıbəyov; Şuşa, 17 de abril de 1884-Bakú, 30 de septiembre de 1950) fue un compositor de Azerbaiyán, uno de los fundadores del Teatro de Música Estatal de Azerbaiyán.

## Biografía

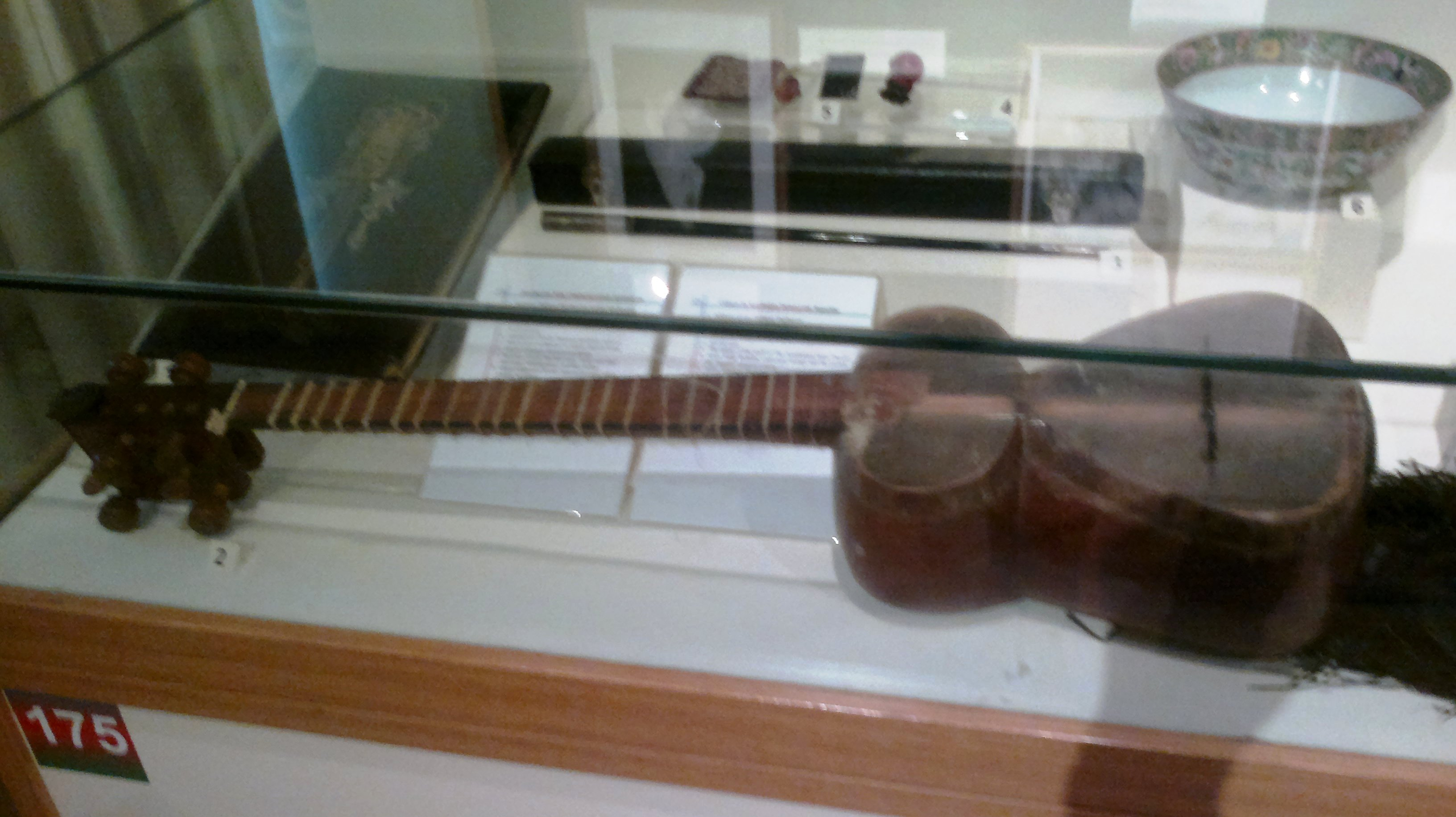
Tar de Zulfugar Hajibeyov en el Museo Estatal de Historia de Azerbaiyán

Zulfugar Hajibeyov nació el 17 de abril de 1884 en Şuşa. Su hermano, Uzeyir Hajibeyov, se considera el “padre de música clásica” en Azerbaiyán.
Niyazi, el prominente director de orquesta y compositor de Azerbaiyán, fue hijo de Zulfugar Hajibeyov. Él dirigió la Orquesta Sinfónica Estatal de Azerbaiyán durante 40 años.
El compositor tiene un gran papel en la formación de la música clásica de Azerbaiyán.
Jovdat Hajiyev murió el 30 de septiembre de 1950 y fue enterrado en Bakú, en el Callejón de Honor.

## Obras
- Comedias musicales
  - Əlli yaşında cavan (El joven de 55 años) – 1909 Bakú[3]
  - On bir yaşlı arvad (La mujer de 11 años) – 1911 Tiflis
  - Evli ikən subay (El soltero casado) – 1911 Tiflis
- Ópera
  - Ashig Qarib – 1915. El autor del libreto es Uzeyir Hajibeyov.
- Película
  - Almaz – 1936, una de las primeras películas de Azerbaiyán.